# Корнојбург
Корнојбург град је у Аустрији, смештен у североисточном делу државе, северно од главног града Беча. Значајан је град у покрајини Доњој Аустрији, где седиште истоименог округа Корнојбург.
Корнојбург се налази близу Беча, па овај некада засебан градић последњих деценија прерастао у бечко предграђе.

## Природне одлике
Корнојбург се налази у североисточном делу Аустрије, на 18 км северно од главног града Беча.
Град Корнојбург се образовао на месту где Дунав прави нагли заокрет ка југоистоку због пружања крајњих делова Алпа (Бечка шума), који овде допиру до обода Бечке котлине. Надморска висина града је око 170 m. Градска околина је равничарска и позната по ратарству.

## Становништво
| 1981. | 1991. | 2001.  | 2011.  |
| ----- | ----- | ------ | ------ |
| 9.112 | 9.730 | 11.032 | 12.278 |

По процени из 2016. у граду је живело 12832 становника. Последњих деценија број градског становништва се значајно повећава услед ширења градског подручја Беча.

## Галерија
- Главна римокатоличка црква - звоник
- Градска кућа
- Градски стадион